# Company of Heroes 2
Company of Heroes 2 ist ein Echtzeit-Strategiespiel des kanadischen Entwicklers Relic Entertainment und des Publishers Sega. Der zweite Teil der Company-of-Heroes-Reihe erschien am 25. Juni 2013 für Linux, MacOS und Windows.
Das Taktikspiel ist der Nachfolger des 2006 veröffentlichten Company of Heroes und greift ebenso das Szenario des Zweiten Weltkriegs auf, diesmal schwerpunktmäßig den Deutsch-Sowjetischen Krieg. Die Kampagne erstreckt sich auf Seite der Roten Armee vom Beginn des Unternehmens Barbarossa am 22. Juni 1941 bis zur Schlacht um Berlin im April/Mai 1945. Die separat veröffentlichten Erweiterungen The Western Front Armies, Ardennes Assault und The British Forces erweitern das Grundspiel um Einheiten und Schauplätze der Westfront.
Die Darstellung der russischen Armee provozierte Kritik bei russischen Spielern und wurde infolgedessen vom dortigen Publisher 1C-SoftClub vom Markt genommen.

## Spielprinzip

### Rohstoffe
Das Ressourcen-System des ersten Teils wurde modifiziert. Spieler müssen nach wie vor auf der Karte verteilte Flaggenpunkte erobern, um Munition und Kraftstoff zu erhalten, die für die Rekrutierung neuer Einheiten erforderlich sind. Arbeitskraft wird zum Anfordern von Einheiten benötigt, wobei Infanterie und Panzerabwehrgeschütze ausschließlich Arbeitskraft kosten. Munition wird für die Aufrüstung individueller Einheiten und die Aktivierung von Fähigkeiten benutzt. Treibstoff dient dem Bau von Fahrzeugen und dem Erwerb globaler Verbesserungen.
Infanterieeinheiten erobern Flaggen nun nicht mehr aktiv, sondern allein durch das Aufhalten innerhalb eines gewissen Umkreises um die Flagge herum. Jeder eingenommene Flaggenpunkt generiert eine vordefinierte Menge an Ressourcen, die sich mit einer zu errichtenden Spezialisierung je Flaggenpunkt weiter erhöhen lässt. Alternativ kann ein Feldlazarett eingerichtet werden. Der Ressourcenerwerb steigt mit der Anzahl der gehaltenen Flaggenpunkte.

### Gebäude
Zivile Gebäude können von Infanteristen besetzt und als temporäre Stützpunkte genutzt werden. Verschanzte Einheiten können durch Artillerie, Flammenwerfer und Handgranaten bekämpft werden. Das Schadenssystem von Gebäuden aus dem ersten Teil wurde erweitert. In Brand gesetze hölzerne Gebäude brennen bis auf die Grundmauern nieder.
Das sowjetische Hauptgebäude ist das Regimental Field Headquarters, aus dem Rekruten und Pioniere rekrutiert werden. In Feldlazaretten können verwundete Einheiten geheilt werden.
Das Hauptgebäude des deutschen Ostheeres ist das Kampfgruppenhauptquartier. Wie auch im ersten Teil kann das Wehrmachtshauptquartier um drei Stufen erweitert werden, um die anderen vier Gebäude des Ostheeres freizuschalten: Die Infanteriekompanie, die leichte mechanisierte Kompanie, die Unterstützungskampfgruppe und das schwere Panzerkorps.

### Kampfsystem
Das Kampfsystem in Company of Heroes 2 wurde erweitert. Die Gefechte beinhalten sowohl steuerbare Einheiten, die rekrutiert und direkt vom Spieler befohlen werden können, als auch aktivierbare Unterstützungsaktionen wie Artillerieschläge und Luftnahunterstützung. Jede kontrollierbare Einheit, egal ob Infanterie oder Fahrzeug, hat Konstruktionskosten und eine Herstellungszeit wie auch Schussreichweiten. Alle Einheiten können um spezifische Fähigkeiten (wie Handgranatenwurf) und Ausstattungen (wie Panzerschürzen) erweitert werden.
Die meisten Kampfhandlungen finden durch direkten Beschuss innerhalb der Sichtweite der Einheiten statt. Wie bereits bei Company of Heroes werden Positionen, die Soldaten und Unterstützungseinheiten Deckung bieten, durch farbige Punkte angezeigt. Infanterieeinheiten können über niedrige Hindernisse wie Zäune und Mauern klettern. Unbemannte oder verlassene Waffensysteme können übernommen und repariert werden. Durch das Veteranen-System kann der Spieler seinen Einheiten zusätzliche Kampffähigkeiten und verbesserte Kampfkraft verschaffen.
Waffensysteme, die von Mannschaften bedient werden wie Panzerabwehrkanonen, Maschinengewehre und Mörser, können durch neue Einheiten besetzt werden, wenn die ursprüngliche Besatzung aufgerieben ist. Das Spiel bietet zudem die Möglichkeit, Nebenmissionen zu erfüllen, was durch ein umgedrehtes dreieckiges Icon belohnt wird. Da die Rote Armee eine große Zahl von Rekruten während des Krieges einsetzte, kann auch im Spiel eine bestimmte Anzahl an Rekruten zu vordefinierten Punkten befohlen werden.

### TrueSight
Die Spiel-Engine Essence 3.0 führte das TrueSight-System ein, das die Simulation des Blickfelds von Einheiten berechnet. Im Unterschied zum Nebel-des-Krieges-Konzept, das andere Strategiespiele verwenden, simuliert TrueSight genauer die Sichtweite und Verschattung durch Gebäude und Gelände in Abhängigkeit von den Fähigkeiten der jeweiligen Einheiten. Die Spiel-Engine unterstützt sowohl die Programmierschnittstellen von DirectX 9 bis 11 von Microsoft und bietet neue Möglichkeiten zur Zerstörung der Umgebung.

### Wetter
Wetterbedingungen sind ein neu eingeführter Spielfaktor, die vom ColdTech-Wettersystem simuliert werden. Da die meisten Gefechte an der Ostfront bei Winterwetter erfolgten, können Infanterieeinheiten an Erfrierungen und Hypothermie sterben, wenn sie sich längere Zeit im Freien bei frostigem Wetter aufhalten. Ein Thermometer an der linken Seite der Einheit zeigt die Körpertemperatur der Soldaten an. Die Soldaten können an Lagerfeuern oder in Gebäuden ihre Körper wieder erwärmen. Wenn Einheiten durch tiefen Schnee waten, bewegen sie sich mit reduzierter Geschwindigkeit, sofern sie nicht auf einer Straße gehen. Fußstapfen bleiben für den Gegner erkennbar. Auf einigen Karten befinden sich zugefrorene Gewässer, die beschritten und gequert werden können und zusätzliche Bewegungen ermöglichen. Allerdings können auf zugefrorenen Gewässern befindliche Einheiten angegriffen werden und das Eis durch Beschuss unter der Last der Einheiten brechen.

### Theater of War
Die neu eingeführte Kampagne Theater of War besteht aus einer Serie von 18 Missionen für Einzel- und Koop-Spieler, die unterschiedliche Aspekte der Kampfhandlungen an der Ostfront im Jahr 1941 je zur Hälfte aus Sicht der Wehrmacht und der Roten Armee behandeln. Weitere Missionen ab dem Jahr 1942 werden als herunterladbarer Inhalt angeboten. Eine dieser Erweiterungen ist der Fall Blau, der Käufern vorbehalten ist, die das Spiel vorbestellt oder die Red Star Edition erworben haben. Der Fall Blau hat die Sommeroffensive der Achsenmächte an der südlichen Ostfront zum Spielinhalt.
Der Spieleentwickler Quinn Duffy äußerte sich dahingehend, dass die umfangreiche Historie des Zweiten Weltkriegs an der Ostfront eine gute Möglichkeit sei, auch andere Geschichten des Krieges zu erzählen.

### Befehl 227
Die Kampagne behandelt ebenfalls den von Josef Stalin ausgesprochenen Befehl Nr. 227 („Kein Schritt zurück“), der einen Rückzug nur auf Anweisung eines hochrangigen Offiziers erlaubte. Ab der vierten Mission, welche die Schlacht um Stalingrad thematisiert, hat der Befehl 227 einen direkten Einfluss auf Frontowiki-Einheiten. Ein Zeitbalken erscheint auf der linken Seite der Kartendarstellung. Für die damit angezeigte Dauer darf der Spieler keinen Rückzug befehligen. Anderenfalls erscheint ein Politoffizier des NKWD aus dem Hauptquartier und tötet einen nach dem anderen, bis die Soldaten auf das Schlachtfeld zurückkehren.

## Handlung
Die Geschichte des Spiels thematisiert die Ereignisse an der Ostfront und wird erzählt durch Rückblenden von Lev Abramovich Isakovich, einem Leutnant der sowjetischen Armee, der 1952 wegen Landesverrat in einem Gulag in Sibirien inhaftiert ist. Oberst Churkin der Armee, sein ehemaliger befehlshabender Offizier, befragt ihn nach seinen Erlebnissen während des Krieges. Während der Befragung kommen etliche Kriegsverbrechen und Verbrechen gegen Menschenrechte (Völkerrechte) zur Sprache. Die Kritik an der Militärführung bleibt nicht aus.

## Entwicklung
Company of Heroes 2 nutzt die proprietären Spiel-Engine Essence 3.0 von Relic Entertainment. Die Spiel-Engine ist weitgehend identisch zum ersten Teil. Für das Arrangieren von Online-Spielen und dem Speichern von Errungenschaften wird die Onlineplattform Steam von Valve verwendet. In einem lokalen Netzwerk kann nicht gegeneinander gespielt werden.
Im Mai 2012 kündigte THQ erstmals einen Nachfolger zu Company of Heroes an. Der geschäftsführende Vizepräsident von THQ Danny Bilson sagte, dass der Publisher auch nach Veröffentlichung des Spiels weiter an Company of Heroes 2 arbeiten werde und die Käufer mit Erweiterungen rechnen können, die den Produktlebenszyklus verlängern. Am 19. Dezember 2012, unmittelbar nach der Verschiebung des Veröffentlichungsdatum, ging die Vertriebsfirma THQ insolvent. Im darauffolgenden Monat, am 23. Januar 2013, wurde bekanntgegeben, dass THQ die Firma Relic Entertainment für 26,6 Millionen US-Dollar an den Publisher Sega verkauft hat.
Am 6. März 2013 terminierte Sega den Verkaufsstart von Company of Heroes 2 in Nordamerika und Europa auf den 25. Juni 2013. Eine Woche später wurde der Start der geschlossenen Beta-Phase auf den 2. April 2013 festgelegt. Nach Abschluss der geschlossenen Beta-Phase begann am 4. Juni 2013 die offene Beta-Phase.
Das Computerspiel wurde am 25. Juni 2013 in Nordamerika und Europa veröffentlicht. Die Versionen für macOS und Linux wurden am 27. August 2015 vom britischen Studio Feral Interactive veröffentlicht.

### Erweiterungen

#### The Western Front Armies
Am 24. Juni 2014 wurde das eigenständige Add-on The Western Front Armies veröffentlicht. Schauplatz der Erweiterung ist die deutsche Westfront, thematisiert werden die Ardennenoffensive und der Marsch auf Paris. Die Erweiterung enthält ein überarbeitetes Erfahrungspunktesystem und führt die spielbaren Fraktionen US Forces und Oberkommando West ein. Das Oberkommando West verfügt über schnelle und leichte Späheinheiten sowie überschwere Panzereinheiten. Die US-Streitkräfte unter dem Kommando von General Eisenhower wurden seit dem ersten Reihenteil überarbeitet und mit neuen Fähigkeiten ausgestattet.

#### Ardennes Assault
Auf der Gamescom 2014 wurde das Standalone-Add-on Ardennes Assault vorgestellt, das seit dem 8. November 2014 erhältlich ist. Die nicht-lineare Kampagne über 18 Missionen spielt auf Seite der US-Armee vor dem Hintergrund der Ardennenoffensive um die Jahreswende 1944/45.

## Rezeption

### Kritiken
„Beim Test des ersten Teils hatte ich damals gefordert, im Wörterbuch müsse neben »Spektakel« ein Bild von Company of Heroes abgedruckt werden. Jetzt kann man getrost eines vom Nachfolger drüberkleben. Denn zumindest online fühlt sich die seit jeher hektische Kontrollpunkt-Hatz nun noch flotter an, Soldaten sterben noch schneller, unüberlegte Vorstöße enden noch postwendender im Desaster.“

„Für mich ist Company of Heroes 2 eine ordentliche Fortführung des wegweisenden ersten Teils, ohne jedoch dessen einzigartige Qualität zu erreichen. Nach sieben Jahren plagt sich der Titel nach wie vor mit fehlerhafter Wegfindung, merkwürdiger Einheiten-KI und einer zu dicht über dem Schlachtfeld schwebenden Kamera.“

„Unterm Strich macht der zweite Teil wenig besser, aber einiges schlechter: Die Neuerungen zünden nicht richtig, die Übersicht hat nachgelassen, und die Fraktionen wirken (noch) unausgewogen. Auch bei der Grafikqualität und der Intelligenz der Computergegner ist kein wirklicher Fortschritt auszumachen.“

„Kaum ein Level gleicht dem anderen, die Lernkurve ist sowohl für Anfänger als auch Genre-Veteranen fast perfekt und immer wieder eröffnen sich neue Taktikoptionen dank der großen Einheitenvielfalt und des Mikromanagements. Auch die Spielzeit ist ungewöhnlich lang für heutige Spiele: Mit der Kampagne ist man gut und gerne 15 Stunden beschäftigt und der gelungene Theatre-of-War-Modus nimmt nochmals die gleiche Zeit in Anspruch.“

### Kontroverse
An der Darstellung der sowjetischen Armee im Spiel gab es umfangreiche Kritik. In einem 25-minütigen Video des russischen Videoblogger BadComedian dokumentiert und kritisiert dieser anhand von konkreten Beispielen aus dem Spiel die Brutalität, inhumanen Taktiken und nationalen Stereotypen und Klischees der dargestellten Sowjetsoldaten, insbesondere im direkten Vergleich zu den sehr positiv dargestellten Amerikanern aus dem ersten Teil der Serie.
Ähnliche Kritik äußerte auch der ukrainische Spielentwickler Sergey Galyonkin, der in seinem Blog schreibt, dass das Spiel „in gewisser Weise Kriegsverbrechen der Nationalsozialisten der Sowjetarmee zuschreibe“ und „die Sowjetarmee wie ein Fantasie-Teufelsreich erscheinen lasse. Einem Zweiten Weltkriegs Mordor sozusagen.“
Die Kontroverse hatte einen Shitstorm von Protesten auf der Beurteilungsseite von Metacritic zur Folge und führte zu einer Abwertung des Spiels. Wegen der anhalten starken Kritik stoppte der russische Publisher 1C-Softclub am 26. Juli 2013 den Vertrieb. In Reaktion darauf veröffentlichte Sega eine Stellungnahme, dass „…diese Angelegenheit sehr ernst genommen werde und die Vorbehalte zusammen mit allen relevanten Partnern untersucht würden.“

#### Kontroverse Widerstandskämpfer und Erschießungen in der Kampagne
In einer Kampagne wird der Spieler in die Rolle eines russischen Soldaten gesteckt, der die Erschießung einiger Partisanen durch den NKWD mit ansehen muss. Diese Kontroverse spielt auf die durchaus nicht untypischen Berichte von Soldaten des Zweiten Weltkriegs an. Auch die Lagerhaft der Hauptfigur, verursacht durch seine politische Kritik am System und Handeln der sowjetischen Armee, wird unter osteuropäischen Gamern als „US-Propaganda“ kritisiert.
Trotz der Kontroversen konnte Sega innerhalb von fünf Tagen 380.000 Exemplare in Nordamerika und Europa verkaufen.